# 天津津门虎足球俱乐部2024赛季
天津泰达足球俱乐部2024赛季，将记录天津津门虎足球俱乐部2024赛季中超联赛和足协杯赛的比赛结果以及球队人员情况。该赛季是中国足球职业化以来天津队第29次征战中国顶级联赛，亦是第21次连续征战中国足球超级联赛。

## 2024年中国足球超级联赛
| 2024年3月2日 1                          | 天津津门虎 | 1 - 1 | 南通支云                                        | 天津                                                                           |
| 15:30 UTC+8                             | 阿代米 51' |       | 22' · 杨明洋 27' · 67' · 廖垒 76'} · 刘伟 90+6' | 場館： 泰达球场 入場人數： 28550 ： 杜建鑫 ： 马济 ： 吴明峰 ： 牛明辉 ： 邢琦 |
| 備註： 阿代米首秀即取得加盟津门虎的首球 |            |       |                                                 |                                                                                |

| 2024年3月10日 2                                      | 深圳新鹏城 | 0 - 4 | 天津津门虎                                                                          | 深圳                                          |
| 20:00 UTC+8                                          | 48'        |       | 伊万·菲奥利奇 4' · 方镜淇 36' · 王秋明 56' 58' · 孔帕尼奥 70' · 亚历克斯·格兰特 90' | 場館： 宝安体育中心 入場人數： 7671 ： 戴弋戈 |
| 備註： 孔帕尼奥、亚历克斯·格兰特取得加盟津门虎的首球 |            |       |                                                                                     |                                               |

| 2024年3月31日 3 | 长春亚泰        | 0 - 1 | 天津津门虎                | 长春                                         |
| 15:30 UTC+8 | 彼得·祖积 45+5' |       | 孔帕尼奥 44' · 王秋明 62' | 場館： 长春体育中心 入場人數： 15029 ： 马宁 |
| 備註： 因在比赛第20分钟，亚泰球员对津门虎球员亚历克斯·格兰特做出侮辱性手势，赛后塞尔吉尼奥被课以停赛3场加罚款3万的处罚。 |                 |       |                           |                                              |

| 2024年4月6日 4 | 天津津门虎                     | 2 - 3 | 成都蓉城                                                    | 天津                                       |
| 15:30 UTC+8 | 郭皓 8' · 孔帕尼奥 90+2' 90+7' |       | 21' 51' · 韦世豪 45+4' · 吴雷 59' · 唐淼 75' · 罗慕洛 90+8' | 場館： 泰达球场 入場人數： 28550 ： 金京元 |
| 備註： 1.本场比赛为郭皓第二百场中超比赛。 2.中超联赛天津赛区被通报批评，原因为天津津门虎与成都蓉城在泰达球场进行比赛的过程中以及比赛结束后，少数观众向场内投掷水杯、饮料瓶等杂物，造成了不良影响。 |                                |       |                                                             |                                            |

| 2024年4月10日 5 | 青岛西海岸                | 1 - 3 | 天津津门虎                             | 青岛                                  |
| 19:00 UTC+8     | 阿兰 61' · 内尔森卢斯 88' |       | 孔帕尼奥 57' · 阿代米 85' · 石炎 90+4' | 場館： 青岛西海岸大学城体育场 ： 贺凯 |

| 2024年4月14日 6 | 天津津门虎   | 0 - 0 | 梅州客家                                                    | 天津                                               |
| 19:00 UTC+8     | 黄嘉辉 45+2' |       | 57' · 陈哲超 73' · 尹鸿博 86' · 饶伟辉 90+5' · 杨一虎 90+5' | 場館： 泰达球场 入場人數： 20915 ： 戴弋戈 ： 艾堃 |